# Dan Sîrbu
Dan Sîrbu, né le 22 avril 2003 à Galați en Roumanie, est un footballeur roumain qui évolue au poste d'arrière droit au Farul Constanța.

## Biographie

### En club
Né à Galați en Roumanie, Dan Sîrbu est formé par l'Académie Gheorghe Hagi, pour ensuite commencer sa carrière dans le club partenaire du Farul Constanța. Il joue son premier match en professionnel le 27 février 2022, lors d'une rencontre de championnat face au Steaua Bucarest. Il entre en jeu à la place d'Eduard Rădăslăvescu, et son équipe s'impose sur le score de deux buts à zéro,.
Défenseur central ou milieu défensif de formation, Sîrbu s'impose en équipe première au cours de la saison 2022-2023 au poste d'arrière droit.

### En sélection
Dan Sîrbu représente l'équipe de Roumanie des moins de 17 ans, jouant au total sept matchs entre 2019 et 2020.
Sîrbu fait partie de l'équipe de Roumanie des moins de 19 ans de 2021 à 2022. Il est retenu avec cette sélection pour participer au championnat d'Europe des moins de 19 ans en 2022. Lors de cette compétition organisée en Slovaquie il joue trois matchs au poste de milieu défensif, dont un comme titulaire. Son équipe est éliminée dès la phase de groupe avec trois défaites en autant de matchs.